# Rudolf Brdička
Rudolf Brdička (25. února 1906, Praha – 25. června 1970, Mariánské Lázně) byl český akademik a profesor fyzikální chemie na Karlově univerzitě. Byl také žákem Jaroslava Heyrovského. Zabýval se především redoxními reakcemi organických sloučenin a také lékařskou aplikací polarografie. Byl zakladatelem české fyzikálněchemické školy a autorem vynikajících vysokoškolských učebnic.

## Život
Po maturitě studoval Přírodovědeckou fakultu UK. Roku 1924 si nadaného studenta všiml Jaroslav Heyrovský a získal ho pro fyzikální chemii. Již roku 1928 byl Brdička jmenován asistentem Ústavu fyzikální chemie na Přírodovědecké fakultě. O rok později úspěšně složil státní zkoušky a získal aprobaci k výuce chemie, fyziky i matematiky na středních školách. Mimo to obhájil disertační práci o polarografickém a spektrometrickém chování modrých a růžových roztoků chloridu kobaltnatého a stal se doktorem přírodních věd. Asi deset let pomáhal Emilu Votočkovi a Jaroslavu Heyrovskému s přípravou časopisu Collection of Czechoslovak Chemical Communications.
Roku 1934, po habilitaci v oboru fyzikální chemie, se stal Brdička postdoktorandem na Kalifornské univerzitě v Berkeley, kde se věnoval problematice aminokyselin. Po návratu se oženil a později se mu narodili dva synové. V roce 1936 krátce pobýval na neurologické klinice ve Würzburgu. Po zavření českých vysokých škol v roce 1939 nejprve učil na reálném gymnáziu v Praze a od roku 1941 byl zaměstnán ve výzkumném oddělení Radioléčebného ústavu při nemocnici v Praze na Bulovce. Po válce se vrátil na Přírodovědeckou fakultu. Roku 1948 byl jmenován mimořádným profesorem a roku 1949 řádným. Když byla roku 1952 zřízena Československá akademie věd, byl Brdička jmenován akademikem a pověřen založením i vedením Laboratoře pro fyzikální chemii, která se později rozšířila na Ústav fyzikální chemie ČSAV.
V Praze 13 je po něm pojmenována ulice – Brdičkova.

## Dílo
- Základy fysikální chemie (1952)
- Úvod do fyzikální chemie (1963)
- Brdička byl autorem či spoluautorem 73 původních prací a 63 diskusních článků.